# Polana (Jaszczurowa)
Polana – przysiółek wsi Jaszczurowa w Polsce położony w województwie małopolskim, w powiecie wadowickim, w gminie Mucharz.
W latach 1975–1998 przysiółek należał do województwa bielskiego.